# Malá dolnosokolská jaskyňa
Malá dolnosokolská jaskyňa je přírodní památka v katastrálním území obce Hubina v okrese Piešťany v Trnavském kraji na Slovensku. Území bylo vyhlášeno v roce 1994. Předmětem ochrany je volně přístupná jeskyně.